# Liste der Staatsoberhäupter 298 v. Chr.
Übersicht
◄◄ | ◄ | 302 v. Chr. | 301 v. Chr. | 300 v. Chr. | 299 v. Chr. | Liste der Staatsoberhäupter 298 v. Chr. | 297 v. Chr. | 296 v. Chr. | 295 v. Chr. | 294 v. Chr. | ► | ►►

Weitere Ereignisse

## Afrika
- Ägypten
  - König: Ptolemaios I. (306–285 v. Chr.)

## Asien
- Antigonidenreich
  - König: Demetrios I. Poliorketes (306–283 v. Chr.)

- Bithynien
  - König: Zipoites (328–280 v. Chr.)

- China
  - Han
    - Marquis: Xiang (311–296 v. Chr.)

  - Lu
    - Herzog: Lu Wen Gong (302–280 v. Chr.)

  - Qin:
    - König: Zhaoxiang (307–250 v. Chr.)

  - Wei
    - König: Xiang (319–296 v. Chr.)

  - Zhou
    - König: Nan (314–256 v. Chr.)

- Iberien (Kartlien)
  - König: Parnawas I. (299–234 v. Chr.)

- Indien
  - Maurya-Reich
    - König: Chandragupta Maurya (321/320–297 v. Chr.)

- Japan (Legendäre Kaiser)
  - Kaiser: Kōan (392–291 v. Chr.)

- Korea
  - Go-Joseon
    - König: Boeul (341–295)

- Pergamon
  - König: Philetairos (302–263 v. Chr.)

- Seleukidenreich
  - König: Seleukos I. (312–281 v. Chr.)

## Europa
- Bosporanisches Reich
  - König: Spartokos III. (304/303–284/283 v. Chr.)

- Epirus
  - König: Neoptolemos II. (302–297 v. Chr.)

- Griechenland
  - Sparta
    - König der Agiaden: Areus I. (309–265 v. Chr.)
    - König der Eurypontiden: Archidamos IV. (305–275 v. Chr.)

- Makedonien
  - König: Kassander (305–297 v. Chr.)

- Odrysisches Königreich
  - König: Seuthes III. (ca. 330–295)

- Römische Republik
  - Konsul: Lucius Cornelius Scipio Barbatus (298 v. Chr.)
  - Konsul: Gnaeus Fulvius Maximus Centumalus (298 v. Chr.)

- Sizilien
  - Syrakus
    - Herrscher: Agathokles (316–289 v. Chr.)